# NGC 18

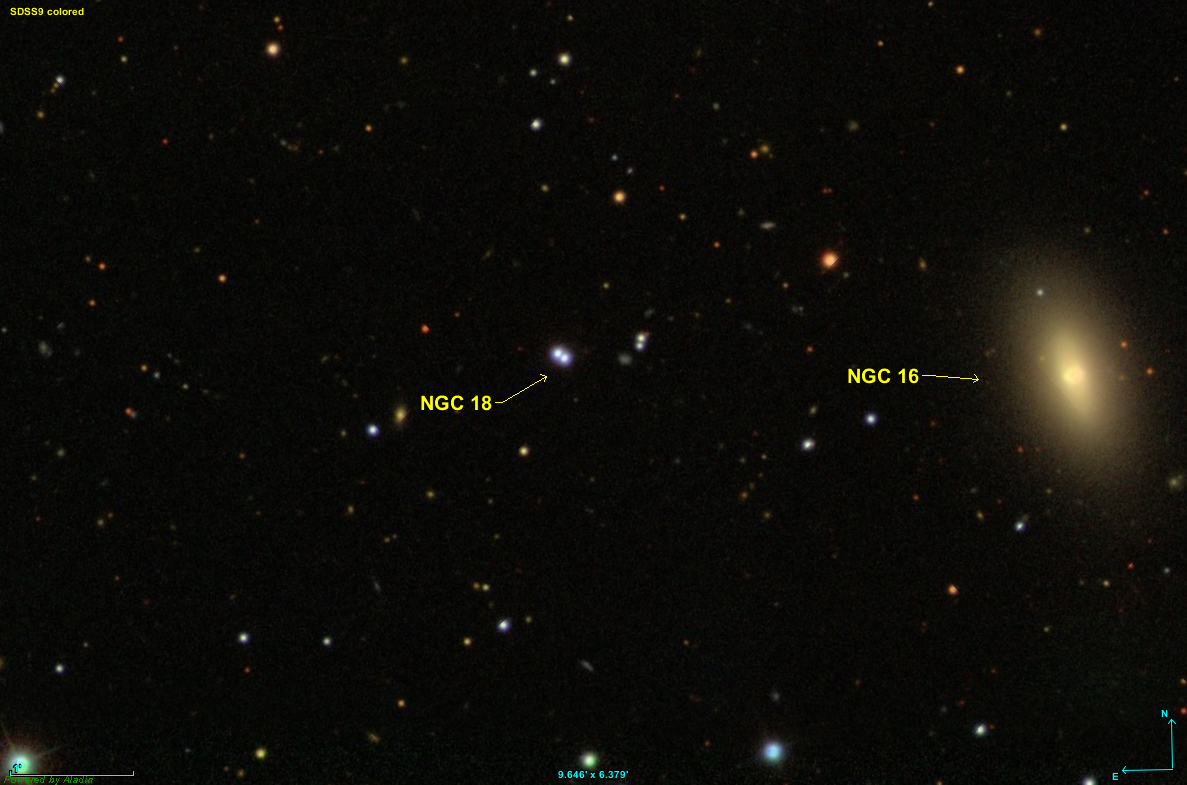
NGC 18

NGC 18 É uma estrela dupla na constelação Pégaso tem uma ascensão reta de 0 horas, 9 minutos e 23.0 segundos, e uma declinação de +27º43'53.9''.